# Cap'òc
 (août 2025).
Si vous disposez d'ouvrages ou d'articles de référence ou si vous connaissez des sites web de qualité traitant du thème abordé ici, merci de compléter l'article en donnant les références utiles à sa vérifiabilité et en les liant à la section « Notes et références ».
Le CAP'OC (Centre d'Animation Pédagogique en occitan) est un service créé et mis en place en septembre 2001, par des enseignants du 1er degré avec le soutien du Conseil Départemental  des Pyrénées Atlantiques et le rectorat de Bordeaux. Il a pour mission de contribuer à la création d'un pôle académique de ressources documentaires spécifiques à la langue et à la culture occitanes, de développer une production pédagogique en occitan (gascon, languedocien, limousin) et d'aider chaque département d'Aquitaine dans leurs animations.
Le CAP'OC est intégré au CDDP des Pyrénées-Atlantiques, aujourd'hui CANOPE. Par une restructuration engagée par Canopé en 2024/2025, le Cap'òc ne propose plus, dès lors,d'action culturelle et tempère sa participation à la formation initiale et continue des enseignants pour se recentrer sur l'édition.

## Mise à disposition de ressources
- Documents : livres, albums, vidéos, CD, CDR, DVD...
- Matériel : valises pédagogiques (jeux, carnaval) et supports d'activités (expositions, instruments de musique...)
- Ressources en ligne.

## Animations, projets pédagogiques jusqu'en 2023
- Projets culturels : théâtre, carnaval, contes, musique, maiadas, ...
- Rencontres régulières dans chaque département d'Aquitaine
- Interventions auprès des classes et du grand public lors de manifestations (salons du livre de Pau, d'Orthez, de Périgueux...)

## Formation
- Initiale avec l'INSPE d'Aquitaine
- Continue avec l'Inspection académique des Pyrénées-Atlantiques, jusqu'en 2023

## Édition d'outils pédagogiques
- Collèges et lycées : méthodes d'enseignement, vidéos pour le théâtre
- Écoles : albums jeunesse, CDR et CD de comptines et de chants
- Enseignants : accompagnement pédagogique en ligne de toutes les productions, outils spécifiques.